# A esmorga
A esmorga é uma novela tremendista escrita por Eduardo Blanco Amor, publicada em Buenos Aires em 1959 e na Galiza em 1970. Foi uma das primeiras novelas galegas do pós-guerra, e foi um marco da história da literatura galega. A sua repercussão nas gerações posteriores levou-a a ocupar um lugar destacado do cânone literário. O livro foi adaptado para o cinema e o teatro, e traduzido para várias línguas.

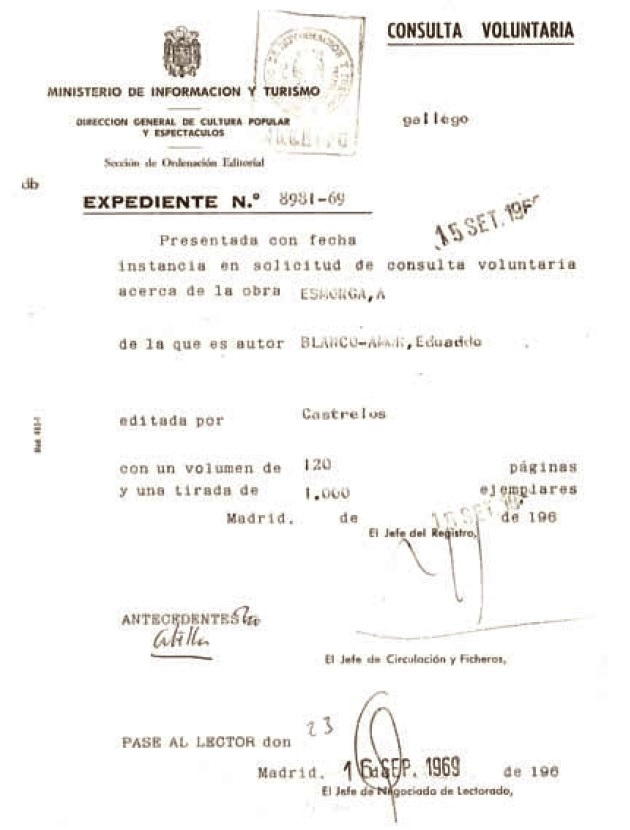
Expediente de censura, 1969.

## Trama
A novela narra a esmorga de três personagens, Cibrán o Castizo, Xanciño o Bocas, e Aladio Milhomes, que tomam uma bebedeira de dia inteiro e mais a noite, o que resulta no falecimento de dois deles, e um processo judicial para o terceiro. De fato, é este terceiro, Cibrán, quem conta toda a história ao juiz, e graças ao qual conhecemos o que sucedeu (a sua versão do sucedido). A novela é dividida em cinco capítulos precedidos de um pequeno texto de introdução. A introdução foi escrita pelo autor do texto principal, que retoma a sua voz também nos dois últimos, entretanto, a maior parte dos capítulos estão postos diretamente na voz de Cibrán.  
A trama desenvolve-se na cidade de Auria, representação de Ourense, com diversas referências a espaços ourenses reais. As 24 horas da esmorga transcorrem no inverno, durante uma jornada de chuva, frio e geada.

## Adaptações e traduções

### Cinema
A obra foi levada ao cinema com o título de Parranda (Gandaia) en 1977, com direção de Gonzalo Suárez e roteiro do próprio Blanco Amor, e, a 15 de novembro de 2014, estreou o filme A esmorga, com direção de Ignacio Vilar, no Festival de Cinema Internacional de Ourense, e em 21 de novembro em toda a Galiza.  

### Teatro
Também foi levada ao teatro em diversas ocasiões. O grupo ourense Sarabela Teatro realizou encenações em 1996 e 2010, sobre a adaptação que escreveram os dramaturgos Begonha Munhoz e Carlos Couceiro. Ambas as duas montagens receberam prêmios María Casares de teatro.

### Traduções
Foi traduzida:
- Ao castelhano, pelo próprio autor en 1960, com título de La Parranda (A Gandaia).[6]
- Ao asturiano.
- Ao italiano, por Attilio Castellucci em 2006, publicada pelo editorial Carucci com mesmo nome, A esmorga e por Manuele Masini em 2007, «La Baldoria» (A Farra), SEF Editora.
- Ao francês, por Vincent Ozanam em 2007, e publicada pela editoria bretã Terre de Brume sob o título de Le noce (As núpcias).
- Ao inglês, por Craig Patterson em 2012, «On a bender» (Em um porre apavorante), Gales, Ed. Planet, 2012. ISBN 978-0-9540881-9-4.[7]
- Ao catalão, por Jaume Silvestre, «La gresca» (Folia), Mallorca. Ed. El Gall Editor, 2014. ISBN 978-84-941685-2-9.